# 帕斯波特 (伊利諾伊州)
帕斯波特（英語：Passport）是位於美國伊利諾伊州里奇蘭縣的一個非建制地區。該地的面積和人口皆未知。

## 地理
帕斯波特的座標為38°47′21″N 88°14′37″W / 38.78917°N 88.24361°W，而該地的平均海拔高度為142米（即466英尺）。